# Киа, Сандро
Са́ндро Ки́а (итал. Sandro Chia; р. 20 апреля 1946, Флоренция) — итальянский художник-монументалист, скульптор и график последней трети XX — начала XXI века, лидер движения «трансавангард».
Будучи противником концептуального и минималистского искусства, Киа выдвинулся на рубеже 1970-х - 80-х годов в числе наиболее заметных фигур трансавангарда. Подобно другими итальянскими художниками-постмодернистам, таким как Франческо Клементе, Энцо Кукки, Никола де Мариа (итал. Nicola De Maria), англ. Миммо Паладино, Сандро Киа делает ставку на новую живописность, фигуративность, личностное начало. Эти художники пытаются вернуть в искусство утраченный гедонизм, принцип удовольствия. Они исповедуют „всеядность“: свободу обращения в своём творчестве к изобразительным приёмам и принципам, присущих любому стилю, любой эпохе, любой культуре.

## Биография

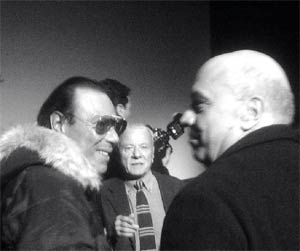
Теоретик трансавангарда
Акилле Бонито Олива
(в центре снимка)

Сандро Киа родился во Флоренции в 1946 году. Учился сначала в местном Институте искусств (итал. Istituto statale d'arte di Firenze, 1962—1967), а затем  в Accademia di Belle Arti, также во Флоренции. В 1969 году, по окончания учёбы, много путешествовал по Индии, Турции, по всей Европе, пока наконец не обосновался в 1970 году в Риме.
C 1980 года жил, в основном, в Нью-Йорке, время от времени наведываясь в своё винодельческое поместье в Монтальчино, в провинции Сиена, в Тоскане.
В последние годы художник живет попеременно в Майами, штат Флорида, США, в Риме и в Монтальчино где  занимается производством престижных вин .

## Творчество
Киа начал выставляться ещё в 1970-х, как на родине, в Риме, так и за пределами Италии, постепенно обретая всё более о́бразный, эмоционально насыщенный живописный язык, по контрасту с царящей в галереях тех лет холодной умозрительностью.
Художник разработал собственный, ироничный и полный намёков и ссылок язык; воскрешая в памяти зрителя и искусство Возрождения, и художественные течения начала XX века. Крупноформатные произведения Киа часто населены героического вида мужскими фигурами. В живописи он применяет насыщенный колорит, сильные, полные движения пространственные построения.
Подобные приёмы используются им и в монументальных мозаиках, и в крупных бронзовых и терракотовых скульптурах, часто окрашенных в яркие цвета, а то и расцвеченных мозаичной кладкой.
Он показывал свою живопись на международных биеннале в Париже, в Сан-Паулу и трижды — на Венецианской биеннале.

## Персональные выставки Сандро Киа
- 1983 : Стеделек Музей, Амстердам
- 1984 : Музей Метрополитен, Нью-Йорк
- 1984, 1992 : Национальная галерея, Берлин
- 1984 : Музей современного искусства, Париж
- 1984 : Музеи Дюссельдорфа
- 1991 : Палаццо Медичи-Риккарди, Флоренция
- 1995 : Villa Medici, Рим
- 1997 : Palazzo Reale, Милан
- 1997 : Бока-Ратон художественный музей, штат Флорида
- 1997 : Городская галерея Сиены
- 2000 : Музей искусств, Равенна
- 2002 : Palazzo Pitti и Национальный археологический музей Флоренции
- 2010 : Galleria Nazionale di Arte Moderna (GNAM), Рим.

## Признание

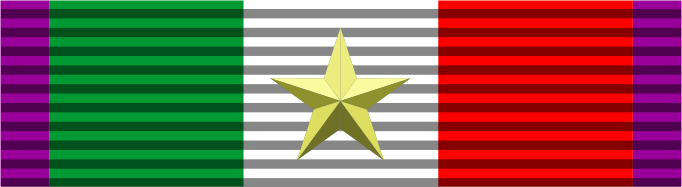
Лента золотой медали «За вклад в развитие культуры и искусства»

17 мая 2005 года президент Итальянской республики Карло Чампи вручил Сандро Киа государственную награду — золотую (высшая степень) медаль «За заслуги в культуре и искусстве».

## Музейные собрания
- MoMA, Нью-Йорк
- Художественный институт, Чикаго
- Музей изящных искусств, Бостон
- англ. Музей искусств, Новый Орлеан
- англ. Муниципальный музей, Китакюсю, Япония
- Галерея Тейт, Лондон
- Stedelijk Museum, Амстердам, Нидерланды
- Новая национальная галерея, Берлин
- Художественный музей, Базель, Швейцария
- Музей изобразительных искусств, Тель-Авив, Израиль
- Сенат Италии, Палаццо Мадама, Рим
- Замок Риволи, Музей современного искусства (итал. Museo d'arte contemporanea del castello di Rivoli), провинция Турин
- «Materdei», Станция городского метрополитена — итал. Materdei (metropolitana di Napoli), Неаполь, Италия [10]

## Изображения в сети
- Живопись разных лет на персональном сайте С. Киа
- Настенная роспись в ресторане Палио / Palio Restaurant. Нью-Йорк Архивная копия от 20 мая 2015 на Wayback Machine
- Без названия, 2001 терракота и мозаика 36.5 × 40.5 × 20 см
- 13 работ (живопись, графика) на TheArtStack.com (недоступная ссылка)
- Художник С. Киа в своей мастерской за работой Архивная копия от 20 мая 2015 на Wayback Machine